# Eamon Broy
Eamon (o Edward) Broy (Rathangan, 22 de diciembre de 1887-Dublín, 22 de enero de 1972) fue un policía, militar y dirigente deportivo irlandés.
Sucesivamente miembro de la Policía Metropolitana de Dublín, el Ejército Republicano Irlandés, el Ejército Nacional y la Garda Síochána del Estado Libre de Irlanda, fue Comisionado de la Garda Síochána entre 1933 y 1938 y Presidente del Consejo Olímpico Irlandés por 15 años.

## Biografía

### Carrera preindependencia
Nacido en Rathangan en 1887, se unió a la Real Policía Irlandesa el 2 de agosto de 1910, y de allí pasó a la Policía Metropolitana de Dublín (DMP) el 20 de enero de 1911.
Broy trabajó como agente doble dentro de la Policía, donde ostentaba el rango de Sargento Detective. Trabajó como agente de la División G, la rama de inteligencia de la DMP. Mientras estuvo allí, copió archivos confidenciales para el líder del IRA Michael Collins, entregando estos mediante Thomas Gay, el bibliotecario de la Capel Street Library. El 7 de abril de 1919, Broy introdujo de contrabando a Collins en los archivos de la División G en Great Brunswick Street (ahora Pearse Street), lo que le permitió a Collins identificar a los funcionarios de la División, seis de los cuales sería posteriormente asesinados por el IRA. Broy apoyó al Tratado Anglo-Irlandés de 1921 y se unió al Ejército Nacional durante la guerra civil irlandesa, alcanzando el rango de Coronel. En 1925 dejó el Ejército y se unió a la Policía, la Garda Síochána.

### Carrera post-independencia
En 1933, se convirtió en Comisionado de la Garda Síochána cuando el Fianna Fáil reemplazó a Cumann na nGaedheal como Gobierno. Otros oficiales de mayor rango fueron pasados por alto por ser demasiado moderados respecto al Gobierno anterior.
En 1934, Broy supervisó la creación de "La Rama Especial Auxiliar" de la Garda, formada principalmente por veteranos del IRA anti-Tratado entrenados apresuradamente, que habrían sido opositores de Broy en la guerra civil. Fue apodado "Broy Harriers" por los oponentes de Broy, un juego de palabras con el club de atletismo Bray Harriers o más probablemente con el club de caza Bray Harriers. Primero se usó contra los camisas azules y luego contra los reductos intransigentes del IRA, ahora contra antiguos camaradas. Los Broy Harriers participaron en varios tiroteos fatales controvertidos. Mataron a tiros a un granjero que protestaba llamado Lynch en Cork, y cuando el asunto se discutió en el Senado en 1934, los miembros que apoyaban el gobierno de Éamon de Valera se retiraron. Eran detestados por sectores de la comunidad agrícola. A la luz de esta última historia, su nombre se usa a menudo en referencia a individuos o grupos que intentan perturbar a los republicanos disidentes contemporáneos, como los restos del IRA Provisional. 
Tras retirarse de la Policía, fue elegido presidente del Consejo Olímpico Irlandés, puesto que ocupó entre 1933 o 1935 y 1950.

## Muerte y legado
Murió el 22 de enero de 1972 en su casa en el suburbio de Rathgar en Dublín.
El 17 de septiembre de 2016, se inauguró un monumento en su honor en el cementerio de Coolegagen, condado de Offaly, cerca de su casa de infancia.